# Jim Ross Lightfoot
James Ross Lightfoot, detto Jim (Sioux City, 27 settembre 1938), è un politico statunitense, membro della Camera dei Rappresentanti per lo stato dell'Iowa dal 1985 al 1997.

## Biografia
Nato e cresciuto nell'Iowa, Lightfoot prestò servizio nell'esercito e successivamente si trasferì a Tulsa dopo aver ottenuto un impiego per la IBM. Successivamente lavorò anche come poliziotto e qualche tempo dopo tornò a vivere nell'Iowa.
Quando, nel 1984, il deputato democratico Tom Harkin lasciò il seggio alla Camera dei Rappresentanti per candidarsi al Senato, Lightfoot si presentò alle elezioni come membro del Partito Repubblicano e riuscì a vincere. Fu riconfermato deputato per altri cinque mandati, finché nel 1996 annunciò la sua intenzione di candidarsi al Senato contro Harkin. Lightfoot però perse le elezioni e due anni dopo si candidò alla carica di governatore dell'Iowa, ma anche questa volta uscì sconfitto, venendo battuto dal democratico Tom Vilsack.
Dopo la fine della sua carriera politica, Lightfoot entrò nel mondo degli affari e qualche anno più tardi aprì una società di consulenze. Attualmente risiede in Texas con sua moglie Nancy, dalla quale ha avuto quattro figli.